# NGC 5003
NGC 5003 (również PGC 45559 lub UGC 8228) – galaktyka spiralna (Sa), znajdująca się w gwiazdozbiorze Psów Gończych. Odkrył ją William Herschel 9 kwietnia 1787 roku.